# Cap21 (fransk parti)
Cap21 eller Borgerskab, Handling, Deltagelse i det 21. århundrede (fransk: Citoyenneté, action, participation pour le xxie siècle blev oprettet som en politisk reflektionsgruppe i 1996 og omdannet til et grønt og socialliberalt parti i 2000. I 2021 blev Cap21 en del af en ny koalition.  
Corinne Lepage, der er leder af Cap21, stillede op ved Præsidentvalget i Frankrig 2002. Hun fik 1,88 procent af stemmerne. Corinne Lepage var miljøminister fra 1995 til 1997. 